# Mortonagrion martini
Mortonagrion martini är en trollsländeart som först beskrevs av Friedrich Ris 1900.  Mortonagrion martini ingår i släktet Mortonagrion och familjen dammflicksländor. Inga underarter finns listade i Catalogue of Life.